# Шокай (Костанайская область)
Шокай (каз. Шоқай) — аул в Алтынсаринском районе Костанайской области Казахстана. Входит в состав Докучаевского сельского округа. Находится примерно в 50 км к северо-востоку от села Убаганское. Код КАТО — 393239300.

## Население
В 1999 году население аула составляло 842 человека (414 мужчин и 428 женщин). По данным переписи 2009 года, в ауле проживало 796 человек (388 мужчин и 408 женщин).